# Bloque Cristiano
Se conoció como Bloque Cristiano a una unión de bancadas parlamentarias minoritarias de Costa Rica constituida por cinco diputados de religión evangélica y de partidos políticos de tinte conservador. Estos partidos son Renovación Costarricense, Restauración Nacional, Alianza Demócrata Cristiana y Partido Accesibilidad Sin Exclusión.  El grupo se opuso férreamente a temas muy específicos como son cualquier reconocimiento legal a las uniones de parejas del mismo sexo, la fertilización in vitro, el estado laico y cualquier legislación nueva sobre el aborto. 
Para las elecciones del Directorio Legislativo del 1 de mayo de 2015 negociaron su voto como grupo.
Tras las elecciones legislativas de Costa Rica de 2018 Restauración Nacional se convirtió en el único de los partidos en mantener representación parlamentaria pasando de 1 a 14 asientos, el resto se convirtieron en partidos extraparlamentarios quedando por tanto el bloque disuelto. 

## Diputados
- Gonzalo Alberto Ramírez Zamora y Abelino Esquivel Quesada (San José y Limón)
- Mario Redondo Poveda (Cartago)
- Gerardo Fabricio Alvarado Muñoz (San José)
- Óscar Andrés López Arias (San José)

## Estatus de los temas
- Fertilización in vitro; Costa Rica fue condenada por la Corte Interamericana de Derechos Humanos a legalizar el procedimiento en el país después de que varias parejas infértiles demandaran al Estado costarricense. El Parlamento ya incumplió la fecha límite dada por la Corte lo que le arriesga a sanciones, a pesar de contar con el apoyo de la mayoría de fracciones. El grupo se opone por considerar la vida humana iniciada desde la concepción y por tanto se oponen al congelamiento de embriones, así como a la posibilidad de que la misma sea usada para el embarazo de mujeres solteras o parejas del mismo sexo. El procedimiento se aprobó vía decreto ejecutivo por el presidente Luis Guillermo Solís, a lo cual el grupo interpuso un recurso de amparo ante la Sala Constitucional. La Sala falló a favor por la forma (no por el fondo) asegurando que el procedimiento sólo podía ser aprobado vía reforma legislativa y no vía decreto ejecutivo, no obstante una posterior sentencia de la Corte Interamericana se trajo abajo dicha resolución por lo que la técnica empezó a utilizarse en Costa Rica oficialmente en el año 2015 e incluso se registran ya los primeros nacimientos de niños in vitro.[3]
- Uniones civiles de parejas del mismo sexo; las uniones de hecho de parejas homosexuales como realidad jurídica están parcialmente reconocidas en el país a raíz del fallo del Juzgado de Familia de San José, sin embargo no existe un cuerpo jurídico regulador que abarque todas las uniones de manera automática.[4][5] El grupo se opone a la aprobación del proyecto de Sociedades de Convivencia que reconocería las uniones de hecho entre parejas del mismo sexo, mismo que tiene el respaldo de las fracciones del Partido Acción Ciudadana, Frente Amplio, Liberación Nacional y Unidad Social Cristiana,[6]  por lo cual su oposición se maneja principalmente mediante el uso del filibusterismo parlamentario, interponiendo miles de mociones para alerdar el proceso. Para aplacar la oposición legisladores de todas las fracciones que forman parte de la Comisión de Derechos Humanos que debe dictaminar el proyecto, como Antonio Álvarez Desanti (PLN) y Edgardo Araya Sibaja (FA), han hecho reformas al proyecto para alejarlo lo más posible del concepto de familia. El grupo también aseguró que interpondría un recurso de inconstitucionalidad contra la sentencia emitida por el Juzgado de Familia de Goicoechea que reconoce a las parejas del mismo sexo amparado en la interpretación de la Ley General de la Persona Joven.[7]
- Matrimonio entre parejas del mismo sexo; el grupo se opone completamente a este tema. Actualmente existe un proyecto legislativo interpuesto por la diputada frenteamplista Ligia Fallas para legalizar el matrimonio de parejas del mismo sexo y la adopción, no obstante de forma similar al caso de la fertilización in vitro, la reforma fue aprobada de facto por una resolución de la Corte Interamericana de Derechos Humanos.[8][9]
- Legislación sobre el aborto; el aborto en caso de peligro de la vida de la madre es legal en Costa Rica desde 1978, sin embargo, nuevas iniciativas han sido presentadas para regularlo mejor, como el proyecto de Ley de Derechos Sexuales presentado por las diputadas Epsy Campbell (PAC), Sandra Pizsk (PLN) y Patricia Mora (FA), que buscaba crear un reglamento. Así mismo busca aprobar la «píldora del día después». A este proyecto se opusieron de inmediato los diputados cristianos, aun cuando el reglamento vendría a regular un tipo de aborto que ya es legal y que la píldora del día después es considerada un método anticonceptivo no abortivo por la Organización Mundial de la Salud.[10]